# Antonio Fabrés
Antonio Fabrés y Costa (Barcelona, 27 de junio de 1854-Roma, 23 de enero de 1938) fue un acuarelista, pintor y escultor orientalista, muy influido por Mariano Fortuny.

## Biografía
Nació en Barcelona el 27 de junio de 1854. Se dice que tenía sangre de artista ya que su padre era delineante y su tío platero. En 1867 obtiene una medalla e ingresa en la Escuela Llotja de Barcelona donde estudió escultura. En 1875 recibió un premio por el que se fue pensionado en Roma, donde pronto dejó de realizar esculturas y consolidó su maestría en la pintura casi exclusivamente. Fabrés se unió a Mariano Fortuny con un grupo que se dio a conocer por su realismo intenso. Su popularidad creció con el gusto de la burguesía buscando imágenes exóticas con temas orientales medievales. Fabrés volvió a Barcelona en 1886 y en 1894 se marchó a París. La popularidad que había ganado durante su década en Italia le ayudó a abrir un estudio grande donde podría crear escenas complejas para las clases altas. Su prestigio internacional aumentó, gracias al apoyo de su marchante Adolphe Goupil y los numerosos premios ganados.
En 1902 la Academia de San Carlos, de la capital mexicana, decidió renovar sus técnicas clásicas con las del realismo que eran entonces tBan populares en Europa. Llamaron a Antonio Fabrés para dirigir el área de pintura de esta importante institución, sustituyendo a Santiago Rebull. Aunque algunos de sus estudiantes desarrollaron lo que fue conocido más tarde como el Movimiento Postrevolucionario en el arte mexicano, la Academia tuvo dificultad para adaptarse a su estilo duro y a su personalidad. El presidente de México, Porfirio Díaz, lo nombró inspector general de Bellas Artes de México, cargo que ostentó hasta 1908. Una de sus últimas obras en México fue la decoración de un pasillo en la casa de Porfirio Díaz, donde principalmente se concentró en el estilo art nouveau.
Debido a problemas con el director de la Academia, por su fama y personalidad, Fabrés decidió regresar a Europa en 1907, dejando una gran gama de opiniones diversas en sus alumnos; sin embargo, también les legó un conocimiento maestro acerca del dibujo, una excelente capacidad para resolver composiciones pictóricas complejas, y una afición por lo exótico, armas que fueron decisivas para el nacimiento de la Escuela Mexicana y del muralismo. 

Fabrés fue reconocido en todas partes donde viajó. Fue aclamado en Barcelona, Londres, París, Viena y Lyon. Al final de su vida fue tratado desafortunadamente cuando en 1926 decidió donar una gran cantidad de sus trabajos al Museo Municipal de Bellas Artes de Barcelona. A cambio de esta generosa donación pidió al Museo que a un pasillo le fuera dado su nombre, pero el museo nunca construyó aquel pasillo y aunque él protestara varias veces, nunca cumplieron lo prometido. Murió en Roma el 23 de enero de 1938.

## Obra

### Escultura
- El domador de serpientes
- El suplicio de Prometeo

## Pintura
Se conservan muchas pinturas de Antonio Fabrés en el antiguo ayuntamiento de las Corts de Barcelona. También hay dibujos suyos en los fondos de arte del Museo Nacional de Arte de Cataluña.